# Marion Muller-Colard
Marion Muller-Colard es una teóloga protestante y escritora francesa, nacida en Marsella en 1978. Es miembro del Comité consultivo nacional de ética para las ciencias de la vida y la salud de Francia (2017).

## Biografía
Marion Muller-Colard es doctora por la facultad de teología protestante de Estrasburgo. Después de un año de especialización de estudios judíos en Jerusalén, consagró sus años de investigación a un estudio del Libro de Job, y como a voluntaria de mediación penal. Asimismo, también escribe sus meditaciones para el semanario protestante francés Réforme.
Paralelamente, ha publicado en la prensa cuentos juveniles. Ha publicado su primera novela en las ediciones Gallimard en 2011 : Prunelle de mes yeux en la colección Folio Junior. Su ensayo L'Autre Dieu. La Plainte, la Menace et la Grâce obtuvo en 2015 el premio "Écritures & Spiritualités" y "Spiritualités d'aujourd'hui". 
Fue nombrada miembro del Comité consultivo nacional de ética para las ciencias de la vida y la salud de Francia en calidad de personalidad perteneciente a las principales familias filosóficas y espirituales el 26 de diciembre de 2017.
Vive en los Vosges alsacianos con su marido y sus dos hijos.

## Obras

### Ensayos y cuentos
- Détails d’Évangile, Passiflores, 2012 ISBN 978-2-918469-39-1
- L'Autre Dieu. La Plainte, la Menace et la Grâce, Labor et Fides, 2014 ISBN 978-2-8309-1554-9.[4] Premio Spiritualités d'Aujourd'hui y Premio Écritures & Spiritualités.[5]
- Le Complexe d'Élie, Labor et Fides, 2016 ISBN 978-2-8309-1594-5
- L'Intranquillité, Bayard , coll. J'y crois, 2016 ISBN 978-2-227-48914-1. Premio de Espiritualidad Panorama-La Procure[6]
- Eclats d'évangile, Bayard - Labor et Fides, 2017 ISBN 978-2-8309-1630-0
- Le plein silence, Labor et Fides, 2018 ISBN 978-2-8309-1654-6
- La vierge et moi, Bayard, 2019 - ISBN 978-2227497979

### En español
- La intranquilidad, Fragmenta Editorial, Barcelona, 2020 ISBN 978-84-17796-24-2
- El otro Dios, Fragmenta Editorial, Barcelona, 2020 ISBN 978-84-17796-36-5

### Literatura juvenil
- Prunelle de mes yeux, Gallimard Jeunesse, 2011  ISBN 978-2-07-063812-3
- Plume d'Ange, Passiflores, 2013 ISBN 978-2-918469-63-6
- Le tam-tam magique, illustrations de Mylène Rigaudie, éd. Milan, 2013
- Le Professeur Freud parle aux poissons, illustré par Nathalie Novi, Les petits Platons, 2014 ISBN 978-2-36165-047-6
- Le petit théâtre de Hannah Arendt, illustré par Clémence Pollet, Les petits Platons, 2014 ISBN 978-2-36165-069-8
- Bouche cousue, coll. « Scripto », Gallimard Jeunesse, 2016 ISBN 9782070573295

### Teatro
El petit Théâtre de Hannah Arendt, Bouche cousue y La vierge et moi han sido adaptadas al teatro por la compañía alsaciana Le gourbi bleu en el marco de un espectáculo en tres partes (Tryptique) estrenado en Illzach, el 2 de noviembre de 2019.